# 三岛县
三岛县（越南语：／）是越南永福省下辖的一个县。

## 地理
三岛县东北接太原省大慈县；西北接宣光省山阳县；西南接立石县和三阳县；东南接平川县。
三岛县境内主要为山地，西北方坐落着三岛山，为避暑胜地，在法越战争曾受严重破坏，法国人当时称之为“银瀑布”（Cascade d'argent），现设有三岛国家公园（Vườn quốc gia Tam Đảo）。县境内有梂江支流。

## 历史
2003年12月9日，以立石县道畴社、蒲里社、安阳社3社、三阳县大亭社、三关社、湖山社、合洲社4社、平川县明光社1社和永安市社三岛市镇1市镇析置三岛县。
2020年1月10日，合洲社改制为合洲市镇，大亭社改制为大亭市镇。

## 行政区划
三岛县下辖3市镇6社，县莅合洲市镇。
- 大亭市镇（Thị trấn Đại Đình）
- 合洲市镇（Thị trấn Hợp Châu）
- 三岛市镇（Thị trấn Tam Đảo）
- 蒲里社（Xã Bồ Lý）
- 道畴社（Xã Đạo Trù）
- 湖山社（Xã Hồ Sơn）
- 明光社（Xã Minh Quang）
- 三关社（Xã Tam Quan）
- 安阳社（Xã Yên Dương）

## 经济
三岛县矿产资源较为缺乏，有两座铁矿。